# L'occhio senza palpebra
L'occhio senza palpebra (L'Œil sans paupière) è un racconto dell'orrore dell'autore francese Philarète Chasles del 1832.

## Storia editoriale
L'occhio senza palpebra fu pubblicato per la prima volta nell'antologia collettiva Contes bruns, assieme ad altri racconti di Honoré de Balzac, di Charles Rabou e dello stesso Chasles. I racconti erano inizialmente anonimi ma, dato il successo del libro, i nominativi dei loro autori furono indicati a partire dalla seconda edizione.

## Trama
Durante la notte di Hallowe'en il fattore scozzese Jock Muirland, vedovo ancor giovane, partecipa ai riti tradizionali della magia popolare con alcuni suoi compaesani nella brughiera. Per Jock si tratta più che altro di un'occasione per far baldoria in compagnia, poiché è fondamentalmente scettico, al punto da affermare spavaldamente che, piuttosto che sposarsi una seconda volta con una donna, si sposerebbe con uno spunkie. Per dimostrare la propria miscredenza, si sottopone alla "cerimonia dello specchio", con la quale si dovrebbe far apparire in uno specchio il viso del futuro coniuge. Con suo grande stupore e turbamento, vi compare un volto spettrale, che Jock vede poi dietro la spalla quando gira la testa.
Il fattore fugge sulla sua giumenta ma non riesce a scrollarsi di dosso l'apparizione, che anzi gli dice che quando l'avrà sposata non ne avrà più paura. Giunge in una chiesa in rovina che emana una strana luce, come se vi ardesse un incendio: le sue navate sono popolate di fantasmi, folletti e demoni venuti ad assistere al matrimonio dello spunkie e di Jock, al quale egli non osa sottrarsi.
Qualche giorno dopo, Jock riprende coscienza nel suo letto e viene a sapere dai vicini che ha avuto una febbre altissima e che, la mattina dopo Hallowe'en, aveva portato a casa la sua nuova sposa, una giovane delle Highlands di nome Spellie, che tutti trovano perfettamente normale, e per di più molto graziosa. Tuttavia, il suo volto ricorda a Jock quello visto la notte fatale, e inoltre gli sembra che i suoi occhi non abbiano palpebre e che l'osservino in continuazione: un contrappasso nei confronti della prima moglie Tuilzie, che era stata tormentata dalla gelosia di Jock.
Per sfuggire allo sguardo di Spellie, l'uomo emigra in America settentrionale e si stabilisce lungo il fiume Ohio, nel territorio degli indiani Narraghansetts. Diventa amico del loro capo che, come ricompensa per averlo guarito da una brutta indigestione, gli dà in moglie una delle sue figlie. Un giorno però incrocia di nuovo lo sguardo di Spellie, che è venuta a cercarlo, e per il terrore si getta nell'Ohio, affogando.

## Edizioni italiane
- Philarète Chasles, L'occhio senza palpebra, in Italo Calvino (a cura di), Racconti fantastici dell'Ottocento, traduzione di A. Vittorini, I. Il fantastico visionario, collana Oscar classici n. 20, Milano, Mondadori, 1983,  pp. 119-136.
- Philarète Chasles e altri, L'uomo nero. L'occhio senza palpebra e altri racconti fantastici, Falsopiano, 2019, ISBN 9788893041775.